# PR-CV 213
El PR-CV 213 és un sender circular de Petit Recorregut que discorre des dels municipis de Beniatjar i Ràfol de Salem al cim del Benicadell (1.104 m.) a la Vall d'Albaida.
Ha estat promogut pels ajuntaments de Ràfol de Salem i de Beniatjar.

## Característiques[1]
Nom: PR-CV 213
Longitud: 8 km
Zona: Serra del Benicadell
Tipus: Circular
Mapa I.G.N.: Xàtiva 795 (29-31) · Alcoi 821 (29-32)

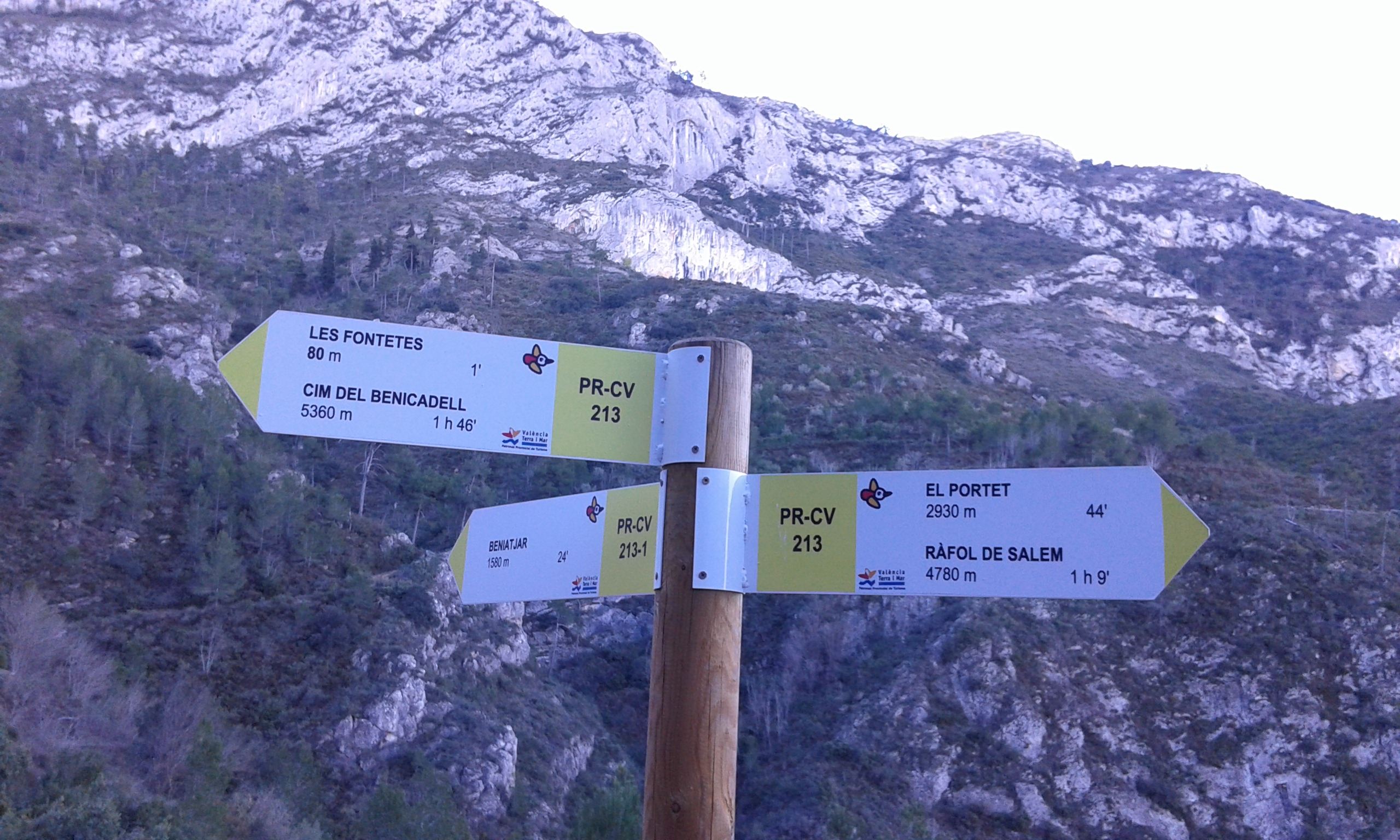
Senyalització PR-CV 213

Dificultat: Mitjana

## Recorregut
El sender està dividit en quatre variants diferents: PR 213.1, PR 213.2, PR 213.3 i PR 213.4. Disposa d'instal·lacions recreatives forestals les àrees recreatives de Les Fontetes i les Planisses a Beniatjar, la Font d'Elca a Salem i La Font Freda a Bèlgida. A les cotes altes de la serra del Benicadell podem trobar neveres d'elevat valor etnològic (nevera de Benicadell, de Dalt, de Baix, de la lloma Solaneta, de Xamarra i del Corral de Diego).

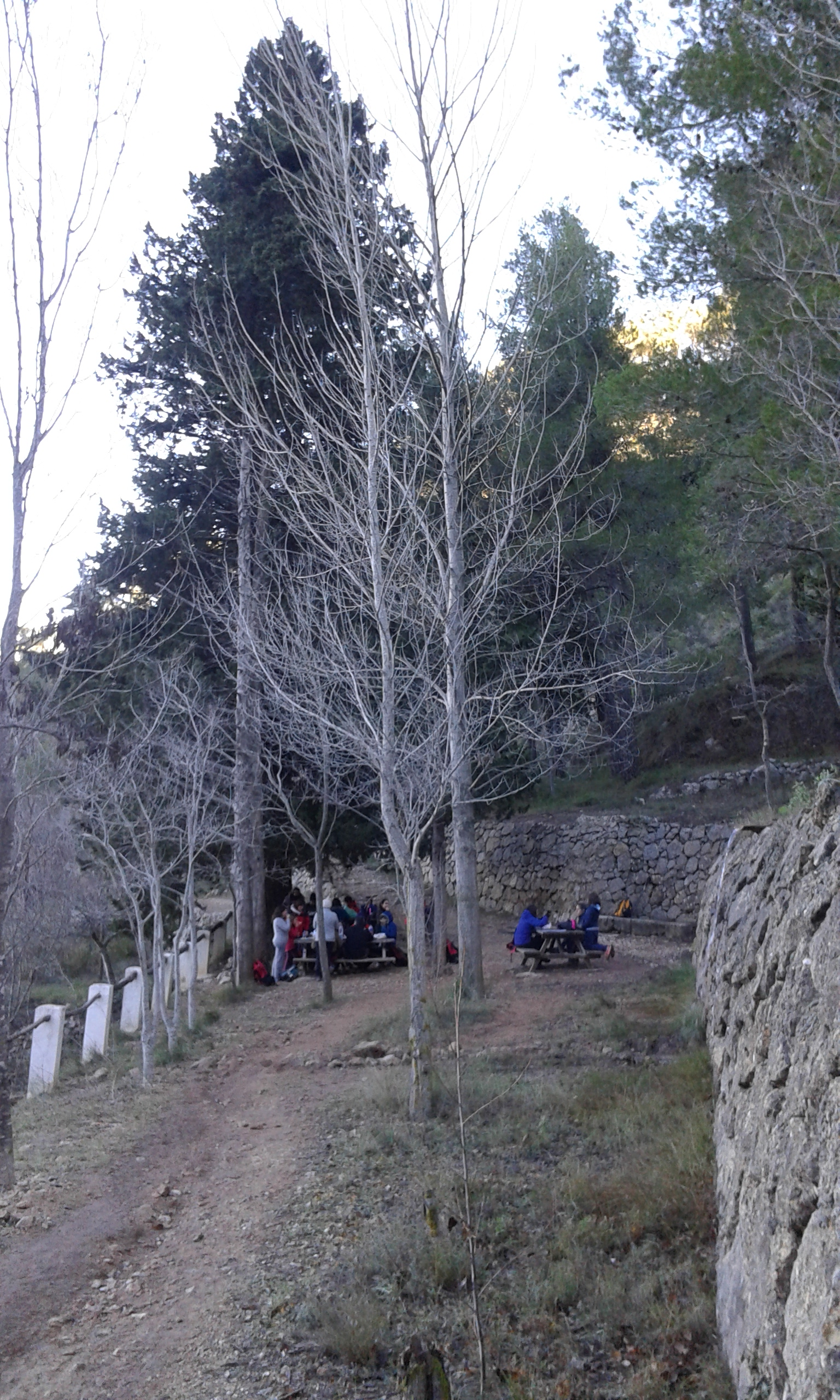
Àrea recreativa Les Fontetes de Beniatjar
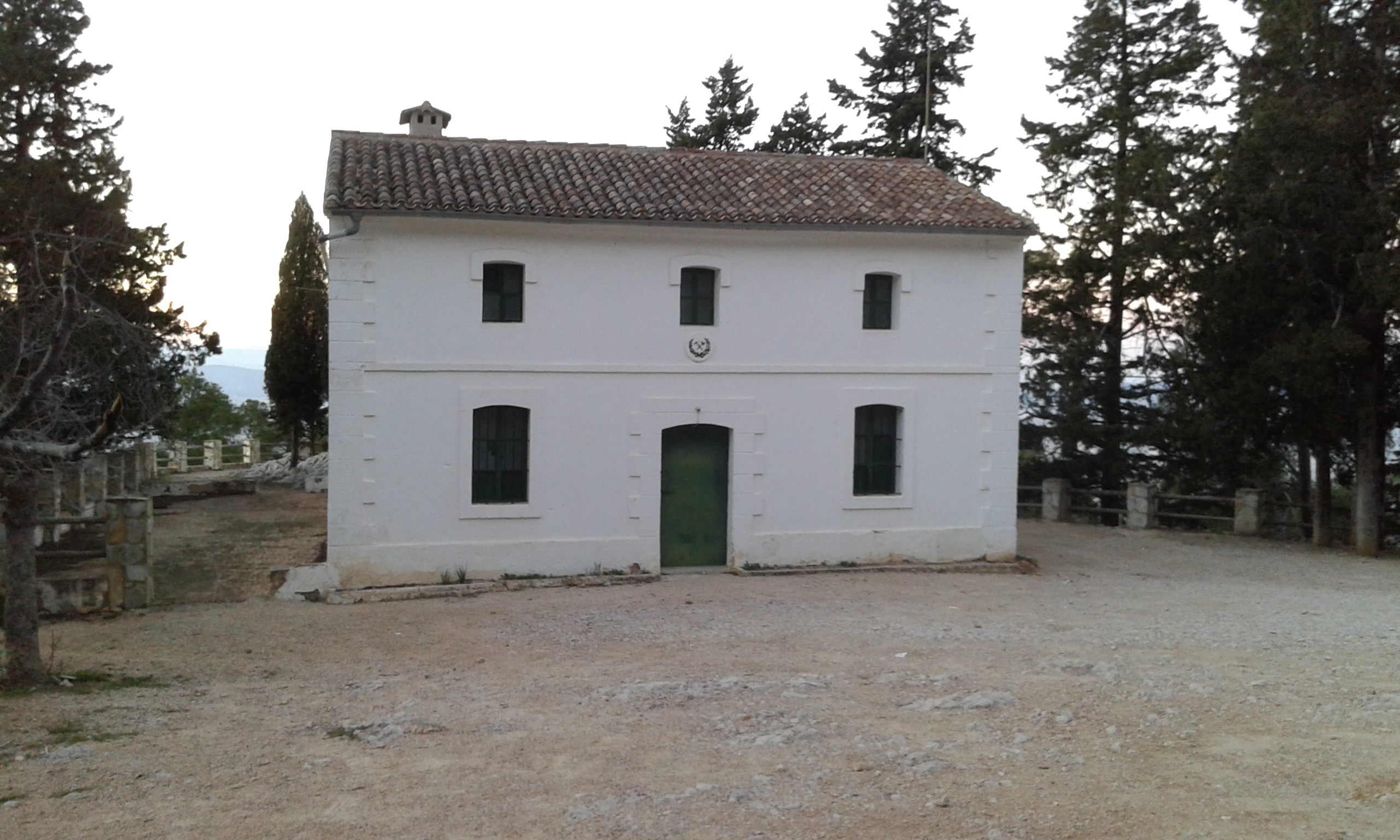
Casa de les Planisses
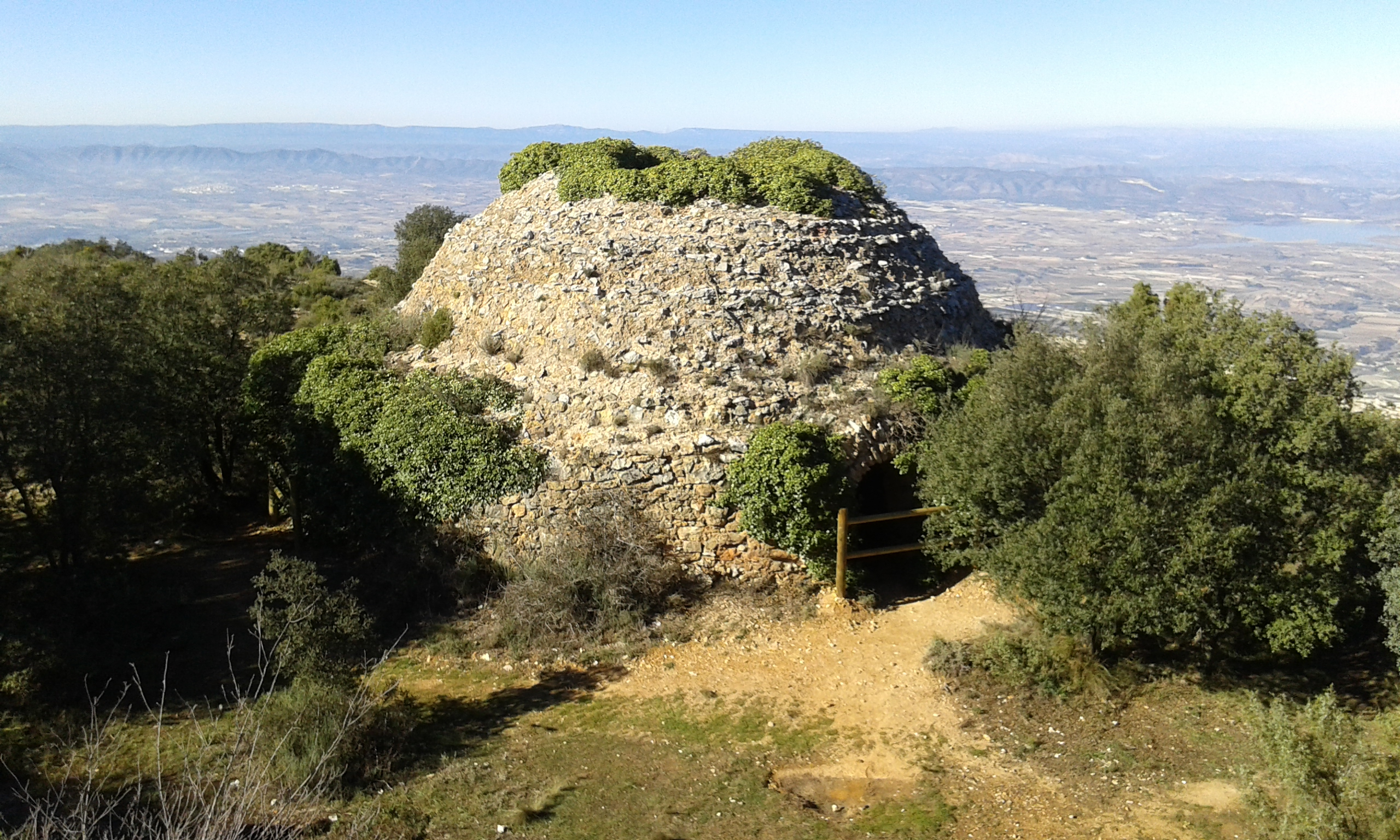
Cava del Benicadell
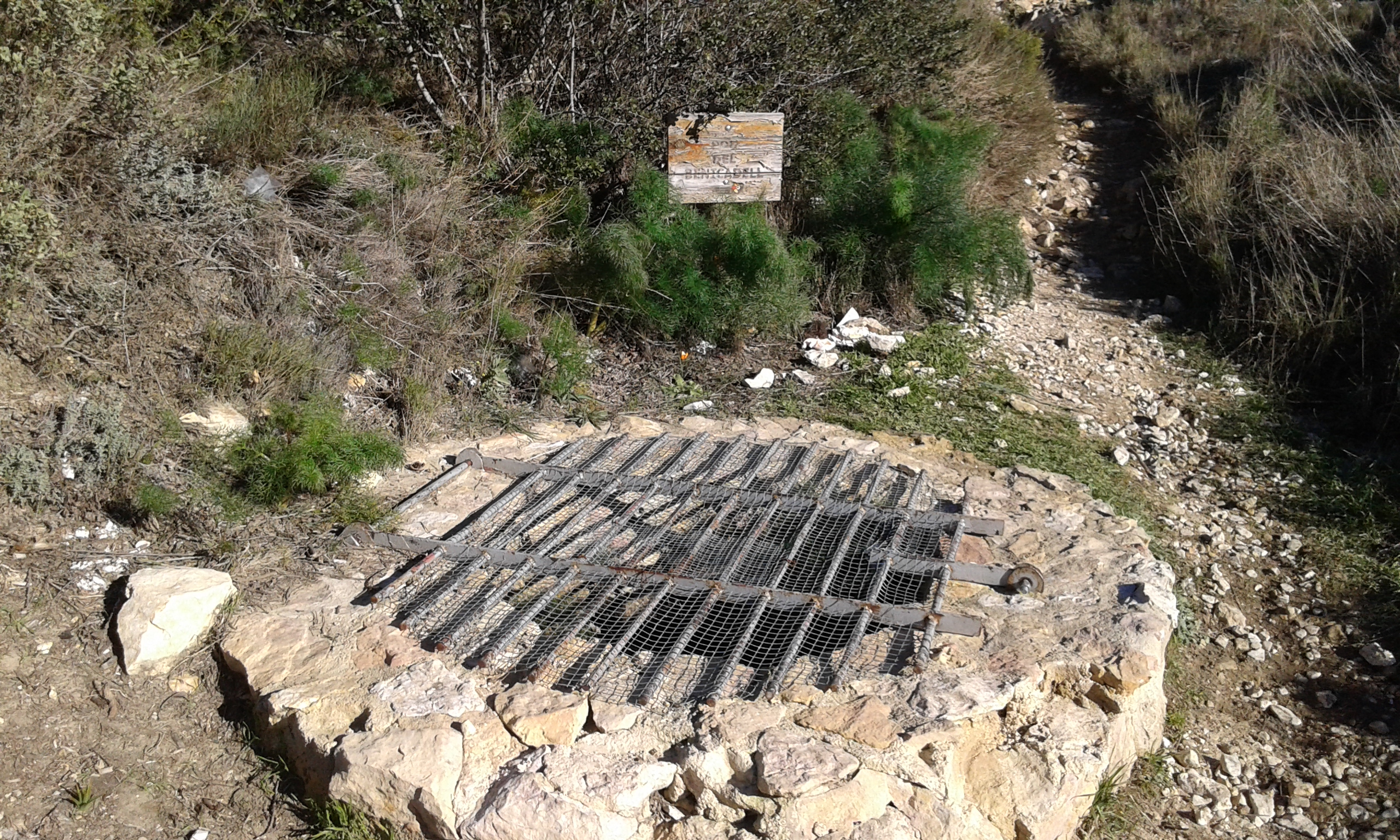
Pou del Benicadell